# Ogród Pokornego Zarządcy

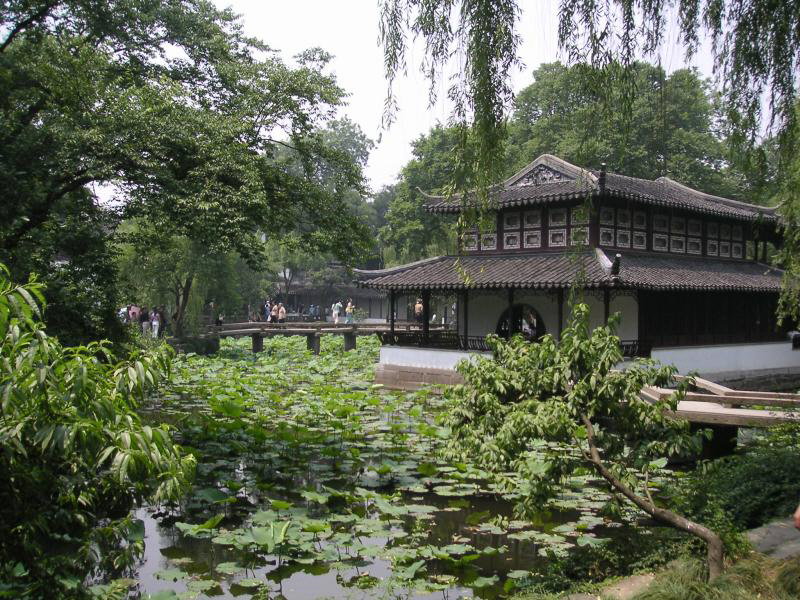
Ogród Pokornego Zarządcy

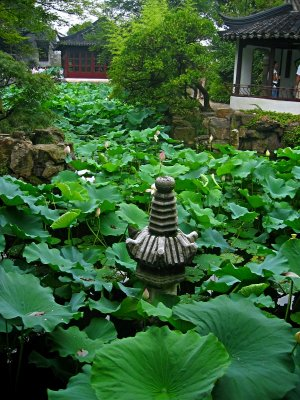
Ogród Pokornego Zarządcy

Ogród Pokornego Zarządcy (chin. upr. 拙政园, chin. trad. 拙政園, pinyin Zhuōzhèng Yuán) – największy ogród w chińskim mieście Suzhou i jeden z czterech największych ogrodów w Chinach (ma powierzchnię ok. 52 tys. m²). W roku 1997 Zhuozheng Yuan, wraz z innymi klasycznymi ogrodami Suzhou, został wpisany na listę Światowego Dziedzictwa Kultury UNESCO.

## Historia
W czasach dynastii Tang ogród był własnością uczonego Lu Guimenga, w okresie dynastii Yuan należał do świątyni Dahong. W roku 1513, za panowania cesarza Zhengde z dynastii Ming, zarządca Wang Xianchen zakupił świątynię i przekształcił ją w prywatną willę otoczoną ogrodami ze stawami i sztucznymi wysepkami. Ogród został zaprojektowany wspólnie z artystą z okresu dynastii Ming, Wen Zhengmingiem. Ówczesny ogród posiadał rozmiary równe dzisiejszym oraz wiele pawilonów i drzew. Po pewnym czasie rodzina Wang sprzedała ogród, który w późniejszym okresie kilkakrotnie zmieniał właścicieli. Ogród pozostawał zaniedbany aż do czasów cesarzy Shunzhi i Kangxi, gdy został mocno przebudowany, z daleko posuniętą modyfikacją pierwotnego założenia. Za rządów cesarza Qianlonga ogród został podzielony na Shu Yuan (Ogród Ksiąg) i Fu Yuan (Odnowiony Ogród).
W obecnym ogrodzie niewiele zachowało się z pierwotnej koncepcji, lecz przypomina on bardzo wygląd z późnej epoki Qing, z licznymi pawilonami i mostkami usytuowanymi pośród labiryntu połączonych ze sobą stawów i wysepek.